# John Reed (mecenas)
John Harford Reed (Evandale, 10 de diciembre de 1901-Victoria, 5 de diciembre de 1981) fue un editor y mecenas de arte australiano, destacado por apoyar y coleccionar arte y cultura australianos con su esposa Sunday Reed.

## Biografía

### Primeros años
Reed nació en Logan, cerca de Evandale cerca de Launceston, Tasmania, uno de los seis hijos del rico ganadero inglés Henry Reed y su esposa Lila Borwick (nacida Dennison) en las islas Orcadas en Escocia. La hermana menor de Reed, Cynthia, se casó más tarde con el artista y grabador Sidney Nolan. En 1911, los Reed se fueron de Launceston a Inglaterra para mejorar la educación de sus hijos. Cuando estalló la Primera Guerra Mundial, regresaron a Tasmania para establecerse con la abuela de John Reed en Mount Pleasant, una mansión en Prospect, Tasmania. Asistió a Geelong Grammar entre 1915 y 1920, y posteriormente fue a Inglaterra para estudiar derecho en Gonville and Caius College, Universidad de Cambridge, donde obtuvo una licenciatura en derecho en 1924.

### Círculo de Heide
Después de graduarse, Reed regresó a Australia para ejercer la abogacía en Melbourne, donde conoció a Sunday Baillieu. Se casaron el 13 de enero de 1932. En 1934 compraron una antigua granja lechera en la llanura aluvial del río Yarra en Bulleen, un suburbio de Melbourne, que se conoció como Heide. Varios artistas modernistas, conocidos como el Círculo de Heide, vinieron a vivir y trabajar en Heide en varios momentos durante las décadas de los años 1930, 1940 y 1950 y, en consecuencia, muchas de las obras más famosas de la época se pintaron allí. Sidney Nolan, Albert Tucker y Joy Hester, entre otros, trabajaron en Heide. Nolan pintó su famosa serie de obras de Ned Kelly en su salón.
El Círculo de Heide se estudia para las vidas personales y profesionales entrelazadas de las personas involucradas. Sunday Reed tuvo relaciones con varios de ellos, con el consentimiento de su esposo. Ahora famoso, Sidney Nolan vivió en un ménage à trois con John y Sunday Reed en Heide durante varios años hasta julio de 1947. Así como Garsington en Inglaterra ganó notoriedad, en la cultura australiana también lo hizo Heide. Philippe Mora en su película Absolutely Modern, 2013, encontró material en la Heide de la década de 1940 e interpretó el Modernismo, el papel de la musa femenina y la sexualidad en el arte de la época. La obra de David Rainey de 2014 The Ménage at Soria Moria es una pieza ficticia que explora la relación entre los Reed y Sidney Nolan, tanto los días embriagadores en Heide durante la década de 1940 como la degeneración menos conocida durante los siguientes 35 años, que es también el tema de Modern Love: The Lives of John and Sunday Reed de Kendrah Morgan y Lesley Harding de 2015.

### Angry Penguins
John interrumpió su práctica legal en 1943. Después de leer el primer número de la revista literaria modernista Angry Penguins, Reed visitó a su editor, Max Harris, en Adelaida y, al final de la Segunda Guerra Mundial, él y Sunday se habían convertido en los principales defensores del arte moderno en Australia, y asumió la dirección de la Sociedad de Arte Contemporáneo (CAS) de Victoria. Reed se convirtió en el editor de Angry Penguins, que posteriormente publicó el notorio engaño de Ern Malley, que resultó en el enjuiciamiento de Harris por parte de la policía de Australia del Sur por publicar material inmoral y obsceno, después de lo cual la revista pronto cerró.

### Director de galería
En 1958, con la ayuda del empresario, restaurador, marchante de arte y amigo cercano Georges Mora, y utilizando sus propios fondos, los Reed transformaron la galería de la Sociedad de Arte Contemporáneo, donde la esposa de George, Mirka, había expuesto en agosto del año anterior, en el Museo de Arte Moderno (y Diseño) de Australia (MOMAA), inspirado en el MoMA de Nueva York, con John como director y ubicado en Tavistock Place, un callejón en 376 Flinders Street, Melbourne. Celebró exposiciones de importante arte contemporáneo australiano e internacional de finales de la década de 1950 y principios de la de 1960. La hija del director de Myer Emporium, Sir Norman Myer, Pamela Warrender, a quien Mora conoció a través de sus visitas a su restaurante Balzac, un lugar de reunión para artistas, se convirtió en presidenta del museo. El museo funcionó hasta 1966 y se disolvió formalmente en 1981 para el establecimiento por parte de los Reed del Museo Heide de Arte Moderno, que se inauguró en noviembre de 1981.

## Muerte
Reed murió en su casa el 5 de diciembre de 1981, cinco días antes de cumplir 80 años y casi un mes antes de su 50 aniversario de boda. Sunday Reed murió diez días después que él, el 15 de diciembre.